# Bayard (Iowa)
Bayard és una població dels Estats Units a l'estat d'Iowa. Segons el cens del 2000 tenia 536 habitants.

## Demografia
Segons el cens del 2000, Bayard tenia 536 habitants, 221 habitatges, i 135 famílies. La densitat de població era de 431,1 habitants per km².
Dels 221 habitatges en un 26,7% hi vivien nens de menys de 18 anys, en un 48,4% hi vivien parelles casades, en un 9,5% dones solteres, i en un 38,5% no eren unitats familiars. En el 35,7% dels habitatges hi vivien persones soles el 23,5% de les quals corresponia a persones de 65 anys o més que vivien soles. El nombre mitjà de persones vivint en cada habitatge era de 2,29 i el nombre mitjà de persones que vivien en cada família era de 2,97.
Per edats la població es repartia de la següent manera: un 24,1% tenia menys de 18 anys, un 7,6% entre 18 i 24, un 19,6% entre 25 i 44, un 19,4% de 45 a 60 i un 29,3% 65 anys o més.
L'edat mediana era de 44 anys. Per cada 100 dones de 18 o més anys hi havia 81,7 homes.
La renda mediana per habitatge era de 24.444 $ i la renda mediana per família de 32.344 $. Els homes tenien una renda mediana de 27.143 $ mentre que les dones 16.477 $. La renda per capita de la població era de 13.073 $. Entorn del 16,8% de les famílies i el 23,2% de la població estaven per davall del llindar de pobresa.

## Poblacions més properes
El següent diagrama mostra les poblacions més properes.